# Johannes Runge
Johannes Runge (Braunschweig, 24 gennaio 1878 – Bad Harzburg, 12 novembre 1949) è stato un mezzofondista, velocista e lunghista tedesco.
Runge partecipò ai Giochi olimpici di Saint Louis 1904 e ai Giochi olimpici intermedi del 1906. Alle Olimpiadi statunitensi riuscì ad ottenere due quinti posti negli 800 metri e nei 1500 metri mentre ai Giochi intermedi ottenne, come miglior risultato il dodicesimo posto nella gara del salto in lungo.
Tra il 1903 e il 1914 fu presidente della polisportiva Braunschweiger Turn- und Sportverein Eintracht von 1895.